# José Antonio Terry (peintre)
Pour les articles homonymes, voir José Antonio Terry.
José Antonio Terry, né le 17 mars 1878 à Buenos Aires et décédé le 20 avril 1954 à Buenos Aires, est un peintre argentin sourd du XXe siècle.

## Biographie
José Antonio Terry est né sourd à Buenos Aires le 17 mars 1878.
Ses parents sont José A. Terry, l'homme politique, ministre des finances et Leonor Quirno Costa, une cousine de ce dernier. José a deux petites sœurs sourdes: Leonor (née à Buenos Aires en 1880) et Sotera (né à Naples en 1882).

Son arrière grand-père Gabriel Coste, né le 11 juillet 1740 à Collonges-la-Rouge en Corrèze, est émigré en Argentine et est marié le 13 octobre 1772 avec Juana Nunez Sinforosa Maria Torre,.
En 1904, à l’âgé de 26 ans, José a voyagé à Paris pour étudier la peinture et y reste pendant sept ans. Son maitre est Léon Bonnat à l'École Nationale des Beaux-Arts de Paris. Il rencontre des sourds et découvre la langue des signes française. 
Selon Bernard Mottez, José a assisté aux banquets organisés par les sourds à Paris en hommage à l'abbé de l'Epée. 

Au retour en Argentine en 1911, José est nommé le président de l'association Asociación de Sordomudos de Ayuda Mutua en 1912 et il y reste pendant trente ans (1912-1942).
José est décédé le 20 avril 1954 et est enterré dans le caveau familial au cimetière de Recoleta.
Le musée Museo Regional de Pintura José A. Terry est créé le 13 juillet, 1956 à Tilcara,.

## Vie privée
José est marié à sa femme Amalia Felisa Amoedo Vilaró Quirno.

## Œuvres
- La enana Chepa con su cántaro[8] (Traduit en français : La naine Chepa et sa cruche) en 1923
- Hacia la chichería en 1928[9]
- En Semana Santa en 1936
- La Filatrice[10]